# Prolongation alternative des télomères
Pour les articles homonymes, voir ALT.
La prolongation alternative des télomères de l'anglais Alternative Lengthening of Telomeres (ALT) désigne «  » l'allongement alternatif des télomères des cellules cancéreuses non par l'action des télomerases mais grâce à un allongement par recombinaison.
Environ 5 à 10 % des cancers humains activent l'allongement alternatif des télomères (ALT). Ce mécanisme repose sur l'allongement par recombinaison. Avec des télomères grandement raccourcis, une prolifération cellulaire est possible par inactivation des voies p53 et pRb. Les cellules entrant dans la prolifération après l'inactivation des voies p53 et pRb subissent une « crise ». Cette crise est caractérisée par des réarrangements chromosomiques grossiers et l'instabilité du génome. La quasi-totalité des cellules n’y survivent pas. Dans de rares cas, des cellules émergent de cette crise immortalisée par l'allongement des télomères soit par une activation de la télomérase, soit par l'ALT. La première description d'une lignée cellulaire ALT a démontré que leurs télomères étaient très hétérogènes en longueur et ce qui impliquait une recombinaison. Des études ultérieures ont confirmé le rôle des recombinaisons dans le maintien des télomères par ALT, mais le mécanisme exact n'est pas encore déterminé. Les cellules ALT produisent des cercles en T (cercles télomériques) abondants, produits possibles de la recombinaison intratelomérique et de la résolution de la boucle en T,,.